# Llau de la Comella
La Llau de la Comella és una llau dels termes municipals de Sant Esteve de la Sarga i de Castell de Mur, a l'antic terme de Guàrdia de Tremp. Quasi tot el seu recorregut discorre pel de Sant Esteve de la Sarga, però en el seu tram central fa de termenal entre aquests dos municipis.
Es forma a 955 metres d'altitud als peus de la Vinyassa, a ponent d'Estorm i al nord de Moror, des d'on davalla cap al sud-est, força decantat cap a llevant. Passa pel lloc de la Comella, entre les partides de la Collada, al nord, i lo Rengaret, al sud. Tot seguit travessa la carretera LV-9124 just dessota de la cruïlla d'on arrenca la carretera d'Estorm, la LV-9125, per tal d'adreçar-se al sud de la Cometa i al nord de la Colomina, travessar les Vinyes i passar entre lo Bassal -nord-est- i la Masia de Miret, moment en què comença a fer de termenal entre els dos termes esmentats.
Tot seguit deixa la Vinya d'Estorm al nord-est i la Llobera al sud-oest, i torna a entrar totalment en el terme de Sant Esteve de la Sarga. Passa a ponent de la partida de Sant Prims, i s'adreça cap a la llau dels Alberons, on acaba el seu recorregut.